# Łohiszyn
Łohiszyn (biał. Лагішын) – osiedle typu miejskiego na Białorusi w rejonie pińskim obwodu brzeskiego, położone 22 km od Pińska, ok. 2,4 tys. mieszkańców (2010). Położony jest na Polesiu.
Siedziba parafii prawosławnej (pw. Przemienienia Pańskiego) i rzymskokatolickiej (pw. Świętych Apostołów Piotra i Pawła).
Największe skupisko Polaków w rejonie pińskim (bez Pińska). Według spisu z 2009 Łohiszyn zamieszkiwało 687 Polaków, którzy stanowili 28,96% mieszkańców miasteczka.
Według spisu ludności przeprowadzonego już w wolnej, niepodległej Polsce w 1921 roku, aż 90% mieszkańców Łohiszyna deklarowało przynależność do religii katolickiej i narodowość polską, co było ewenementem w skali całego województwa poleskiego.

## Historia
W czasach Wielkiego Księstwa Litewskiego miasto było w posiadaniu książąt Radziwiłłów, po nich do książąt Druckich-Lubeckich. Fundatorem  kościoła rzymskokatolickiego w Łohiszynie był książę Albrecht Stanisław Radziwiłł, kanclerz Wielkiego Księstwa Litewskiego, starosta piński.
Prawa miejskie magedburskie 1570.
W okolicach Łohiszyna urodził się w 1733 Adam Tadeusz Naruszewicz – polski historyk i poeta.
Miasto królewskie położone było w końcu XVIII wieku w starostwie niegrodowym łohiszyńskim w powiecie pińskim województwa brzeskolitewskiego.
Po II rozbiorze Polski w 1793 roku Łohiszyn znalazł się pod rosyjskim panowaniem (w zaborze rosyjskim)
Ludność wyznania rzymskokatolickiego według spisu z 1842 roku liczyła 3361 osób.. Ogólnie zdecydowaną większość mieszkańców Łohiszyna stanowili Polacy.
Na początku marca 1919 roku Grupa Podlaska Wojska Polskiego pod dowództwem gen. Antoniego Listowskiego wyparła z tych ziem bolszewików i obsadziła Łohiszyn.
Na początku kwietnia 1919 Łohiszyn leżał na trasie ofensywy zarządzonej przez gen. Listowskiego w celu zajęcia Łuninca. 4 kwietnia 1919 2 batalion 34 pułku piechoty bez przeszkód zajął miasteczko. Za miasteczkiem przy cmentarzu, maszerując drogą na Kowniatyn napotkano na okopy bolszewickie, które po walce zdobyto. W okolicy działał także bolszewicki oddział partyzancki, który dokonał udanego napadu rozgramiając 7 kompanię i oddział partyzantów por. Koja.
1 lipca 1919 Łohiszyn był świadkiem wyruszenia decydującego polskiego natarcia 34 pułku piechoty na Łuniniec. O siódmej wieczorem tego dnia, przy dźwiękach orkiestry, oddziały witane radośnie przez polskich mieszkańców wmaszerowały na nocleg do miasteczka liczącego ówcześnie około 500 domów.
Za II RP istniała wiejska gmina Łohiszyn. Do 1 kwietnia 1934 r. Łohiszyn posiadał prawa miejskie. Prawie wszyscy mieszkańcy Łohiszyna byli Polakami.
Po agresji ZSRR na Polskę w 1939 r. Łohiszyn znalazł się pod okupacją sowiecką w latach 1939-1941, niemiecką w latach 1941-1944 i ponownie sowiecką w latach 1944-1945.
W 1945 roku Łohiszyn został wcielony do Związku Radzieckiego. Część Polaków wyjechała w nowe granice Polski, a część pozostała w miasteczku.
Od 1991 jest częścią Białorusi, ale do dziś 30% mieszkańców Łohiszyna to Polacy.

## Zabytki
- Cerkiew Świętej Trójcy (znana też pod wezwaniem Przemienienia Pańskiego) z 1892 r., parafialna[10]
- Kościół ŚŚ. Apostołów Piotra i Pawła z 1910 roku, parafialny[11].

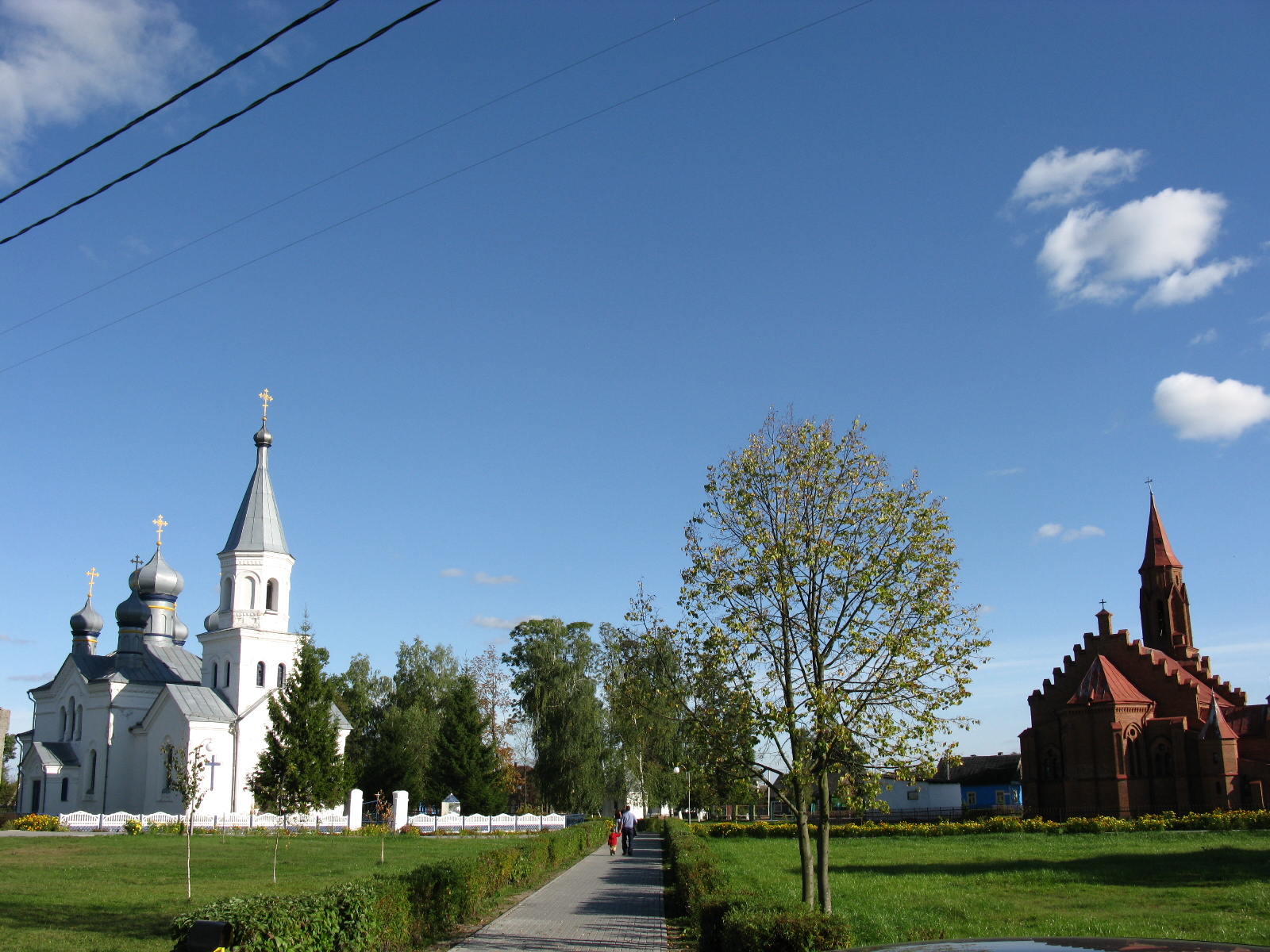
Cerkiew i kościół w Łohiszynie
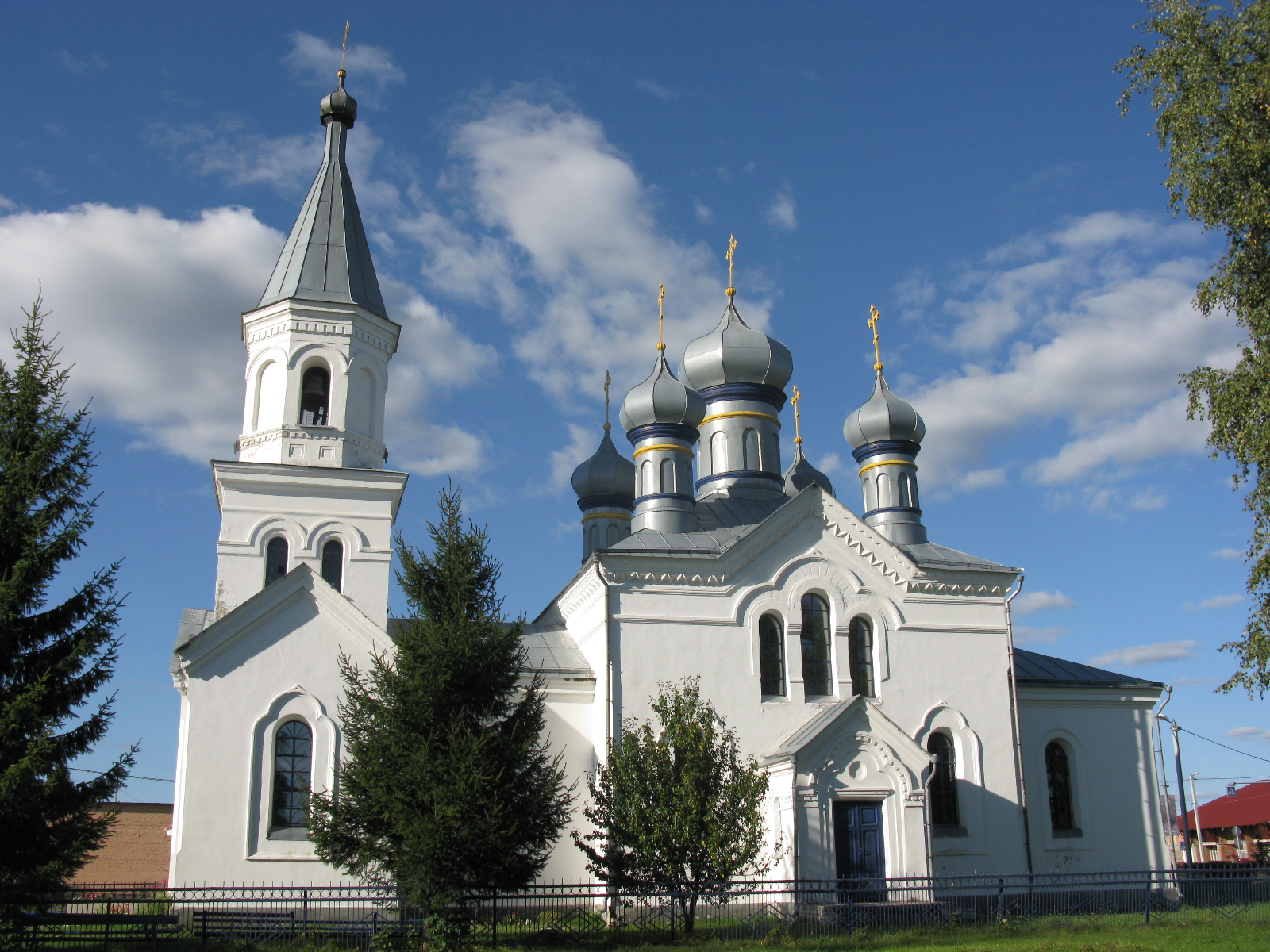
Cerkiew Świętej Trójcy
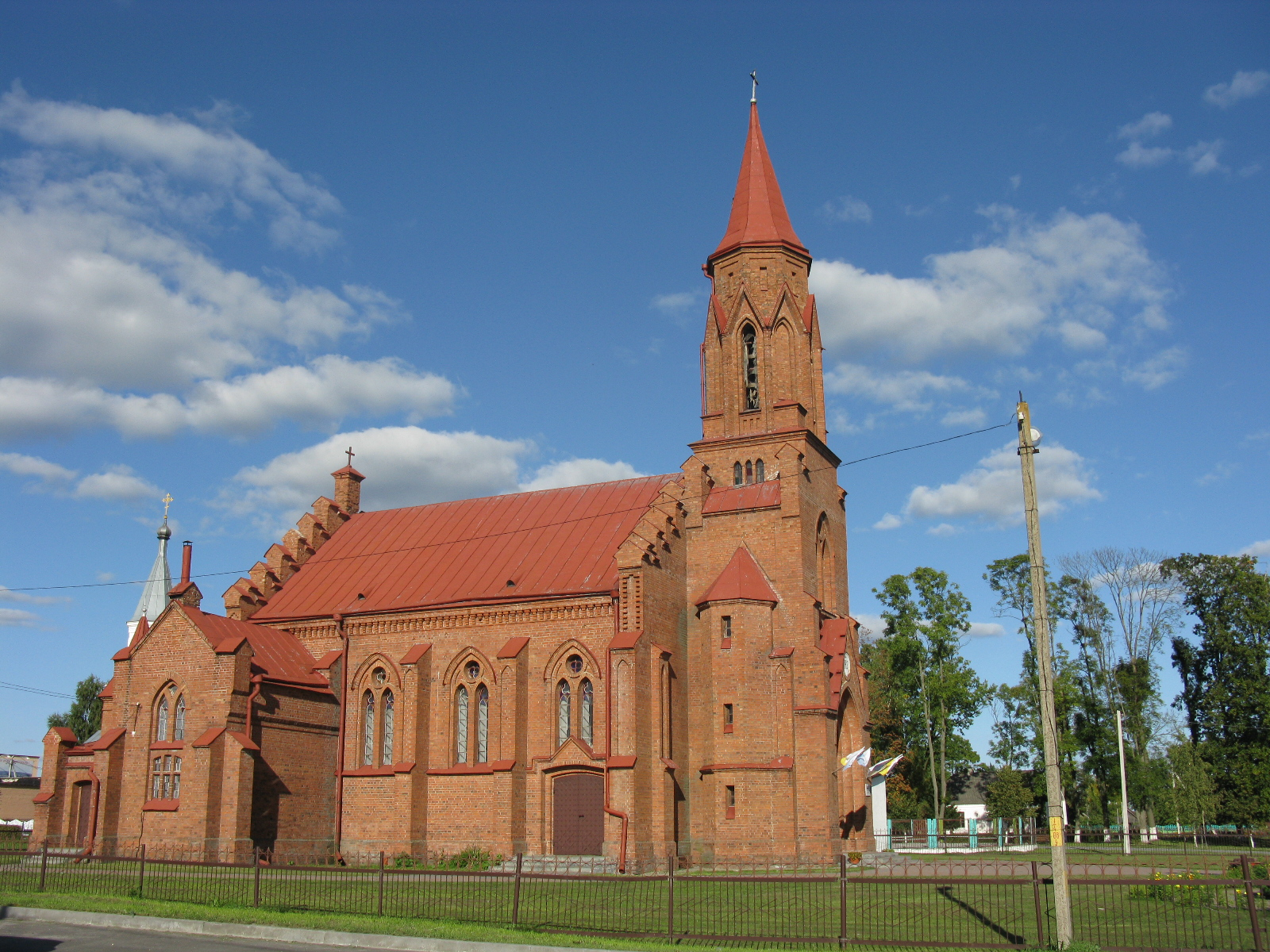
Kościół Apostołów Piotra i Pawła w Łohiszynie
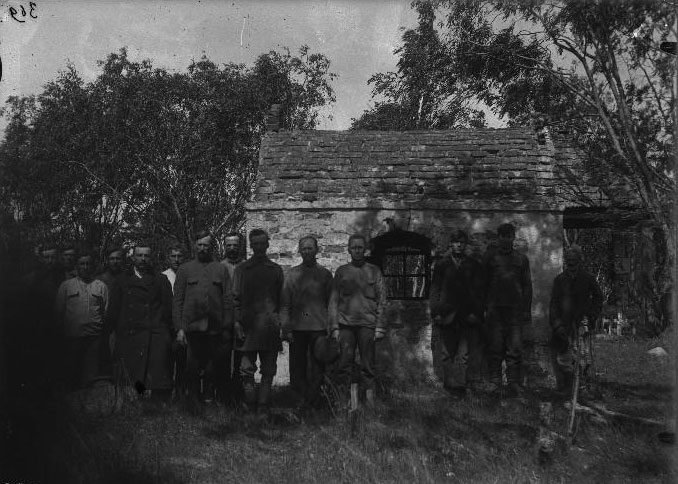
Kapliczka i mieszkańcy w okresie międzywojennym
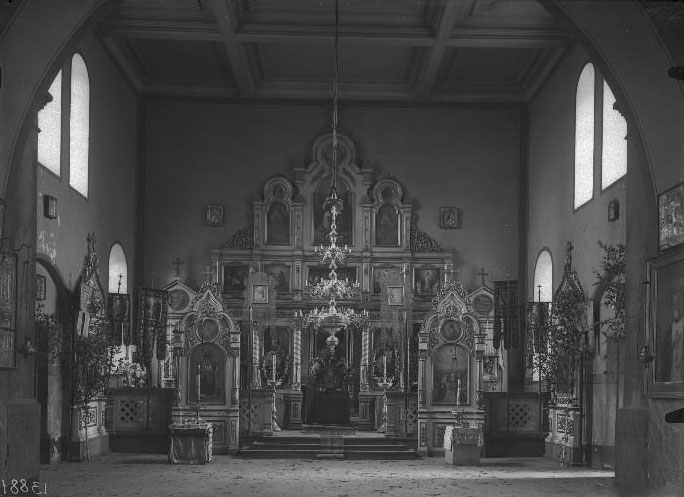
Wnętrze cerkwi, okres międzywojenny
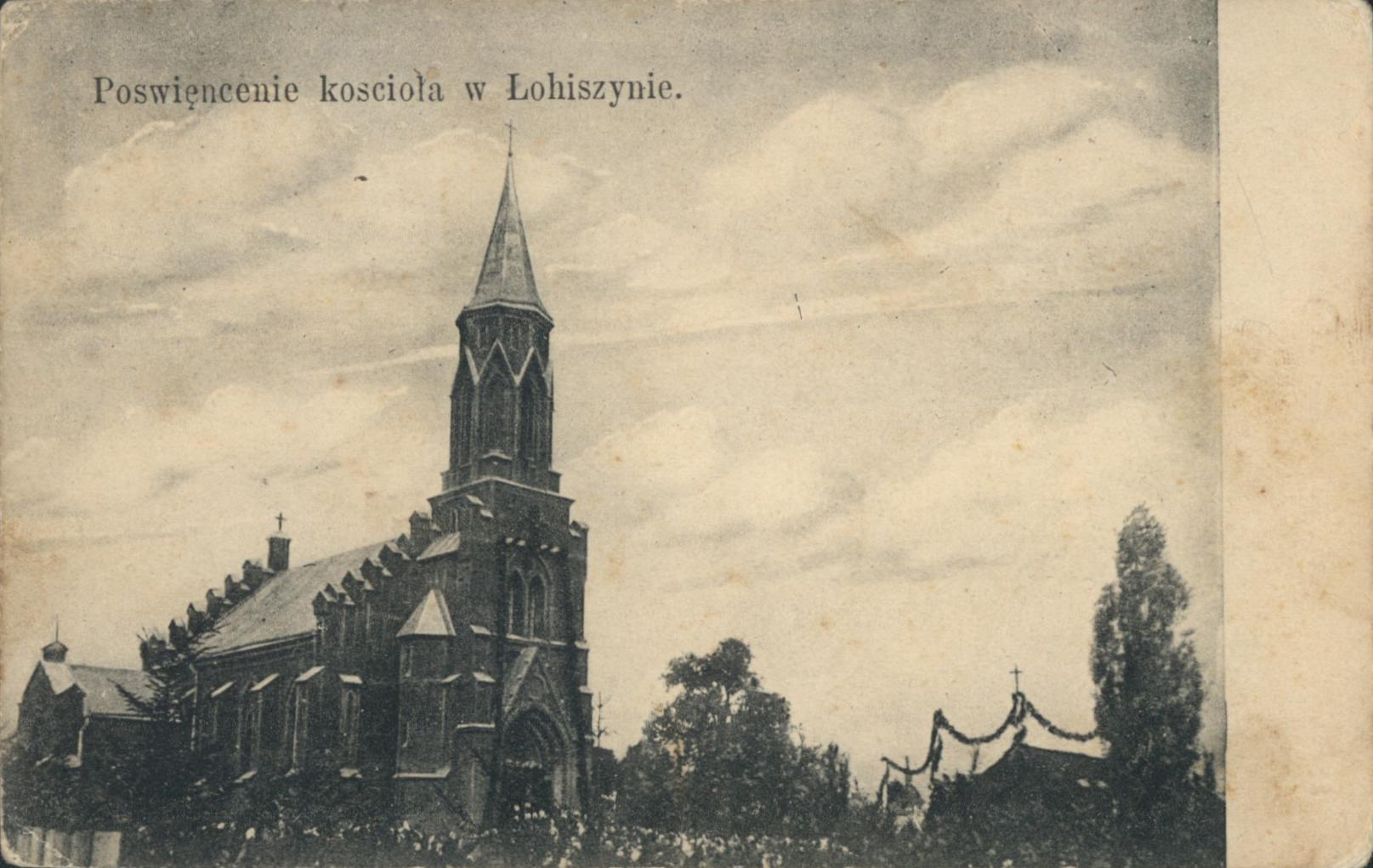
Uroczystość poświęcenia kościoła w Łohiszynie w 1915 roku